# Performer (film)
Performer – polski dramat w reżyserii Macieja Sobieszczańskiego i Łukasza Rondudy, którego premiera miała miejsce 7 lutego 2015 roku.
Scenariusz filmu został oparty na książce W połowie puste. Życie i twórczość Oskara Dawickiego autorstwa Łukasza Gorczycy i Łukasza Rondudy, w której tak jak i w filmie mieszają się wątki autentyczne z fikcyjnymi.
Produkcja powstała w Wajda Studio we współpracy z Telewizją Polską, Kosma Films, Heliograf, FilmFactory, Artcore i Art Stations Foundation. Współfinansował ją Polski Instytut Sztuki Filmowej. Zdjęcia kręcono w Warszawie.
Światowa premiera filmu odbyła się na Międzynarodowym Festiwalu Filmowym w Rotterdamie 2015, a następnie Międzynarodowym Festiwalu Filmowym w Berlinie 2015, gdzie produkcja zdobyła prestiżową THINK: Film Award.

## Opis fabuły
Film to opowieść o artyście, który szuka dla siebie miejsca we współczesnym świecie. Bohaterem jest autentyczny artysta performer – Oskar Dawicki. Żyje on swoją sztuką i nie idzie na kompromisy, często ryzykując własne życie lub zdrowie. Znakiem rozpoznawczym jego performensów jest lśniąca brokatowa marynarka. Poznajemy go w momencie przełomowym, gdy jego Mentor (Zbigniew Warpechowski) jest umierający. Warpechowski jest także mistrzem Najdroższego (Andrzej Chyra), przyjaciela Oskara z dzieciństwa, a obecnie także rywala, który postawił na bardziej komercyjną sztukę i odniósł ogromny sukces finansowy. Skomplikowane relacje łączą Dawickiego również z Galerzystką (Agata Buzek), która jest jego marszandką oraz kochanką.

## Obsada
- Oskar Dawicki – Oskar Dawicki
- Agata Buzek – Galerzystka
- Andrzej Chyra – Najdroższy
- Zbigniew Warpechowski – Zbigniew Warpechowski
- Krzysztof Globisz – nauczyciel WF-u
- Jakub Gierszał – kolekcjoner
- Arkadiusz Jakubik – artysta
- Dominika Kluźniak – matka
- Anda Rottenberg – właścicielka mieszkania
- Kaj Żuławski – Najdroższy w młodości
- Michał Kołodziejczyk – Oskar Dawicki w młodości
- Wojciech Solarz – bezdomny
- Katarzyna Zawadzka – barmanka
- Anna Maria Buczek – pielęgniarka